# کارلو ماراتا
کارلو ماراتا (انگلیسی: Carlo Maratta؛ ‏ ۱۳ مهٔ ۱۶۲۵ – ۱۵ دسامبر ۱۷۱۳) نقاش، طراح، و گرافیست اهل ایتالیا بود. گرچه وی بخشی از سنت هنر کلاسیک برخاسته از رافائل بود، اما تحت تأثیر سبک باروک در نقاشی - به‌ویژه در نحوهٔ استفاده از رنگ‌ها - واقع شد. سبک نقاشی او متأثر از نقاشان برجسته‌ای چون آنیباله کاراچی، گوئرچینو، گیدو رنی، فرانچسکو آلبانی و جووانی لانفرانکو بود.
پاپ الکساندر هفتم به وس سفارش نقاشی‌های متعددی که از آن جمله می‌توان به تابلوی «دیدار» در سانتا ماریا دلا پاچه اشاره نمود. وی پس از مرگ جان لورنتسو برنینی در سال ۱۶۸۰، برجسته‌ترین هنرمند رم محسوب می‌شد. دیوارنگاره‌های سقف «کاخ پالتسو» از آثار اوست که توسط پاپ کلمنت دهم سفارش داده شده بود. تابلوی مشهور «ظهور مریم باکره بر فیلیو نری قدیس» که امروزه در کاخ پیتی نگهداری می‌شود، از کارهای اوست.
ماراتا نقاش پرتره مشهوری بود و در سال ۱۷۰۴ پاپ کلمنت یازدهم به او عنوان شوالیه داد. وی در سال ۱۷۱۳ درگذشت و در بازیلیکای مریم مقدس فرشتگان و شهیدان به خاک سپرده شد.